# Tiere und andere Menschen
Tiere und andere Menschen ist ein österreichischer Dokumentarfilm des Regisseurs Flavio Marchetti aus dem Jahr 2017. Der Film feierte seine Premiere am 29. März 2017 auf der Diagonale. Der Kinostart in Österreich erfolgte am 13. Oktober 2017.
Regisseur Flavio Marchetti wirft in seinem ersten Kinodokumentarfilm einen zärtlichen Blick auf die
Beziehung zwischen Mensch und Tier und einen kritischen Blick auf ein gesellschaftliches System,
das die Tiere dahin befördert hat, wo wir sie antreffen.

## Inhalt
Der Dokumentarfilm Tiere und andere Menschen erzählt über das gegenwärtige Verhältnis
zwischen Mensch und Tier. Das Wiener Tierschutzhaus beherbergt 1.000 tierische Schützlinge, von
ausgesetzten Haustieren, konfiszierten Exoten bis zu Wildtieren, die aus ihrem natürlichen
Lebensraum verdrängt wurden. Trotz allem aber ist es ein Ort voller Hoffnung, der den Rahmen für
eine Vielzahl an beklemmenden wie humorvollen Geschichten bildet.

## Auszeichnungen und Nominierungen
- Duisburger Filmwoche – 3sat-Dokumentarfilmpreis[1][2]
- Romyverleihung 2018 – Nominierung in der Kategorie Beste Dokumentation Kino[3]